# Svenska kommittén för internationellt rösträttsarbete
Svenska kommittén för internationellt rösträttsarbete (S. K. I. R.)., grundad 1921, var en svensk kvinnoförening. Den bildades som en fortsättning på rösträttsföreningen Landsföreningen för kvinnans politiska rösträtt, som hade upplösts sedan dess mål hade uppnåtts. Den var främst menad att sköta den ursprungliga föreningens internationella arbete. Den upplöstes 1930.

## Historik
Frågan om vad som skulle ske med Landsföreningen när målet med rösträtten väl var uppnått hade diskuterats för första gången 1918, då det verkade som om målet med rösträtten var på väg att uppnås (vilket det också blev året därpå), och förslagen var att låta det uppgå i 
Freddrika-Bremer-Förbundet; att bilda en helt ny förening; eller att bilda en kommitté. 
När rösträtten uppnåddes 1921 bildades Svenska Kvinnors Medborgarförbund, som menade att de alltså hade förverkligat alternativ två.
På landsföreningens 18:e och sista centralstyrelsemöte 29 mars 1921, beslöts att Landsföreningen inte skulle uppgå i den nyligen grundade Svenska Kvinnors Medborgarförbund, utan istället bilda Kommittén för internationellt rösträttsarbete, bestående av 50 medlemmar ur Landsföreningens centralstyrelsen, med ett verkställande utskott bestående av av Anna Bugge-Wicksell (ordförande), Gulli Petrini och Signe Jacobsson. Tanken var att kommittén skulle bestå fram till att den nya Svenska Kvinnors Medborgarförbund blivit stabil nog att kunna sköta dess uppgifter. 
Dess regler fastställdes som följande: 
1. § 1. S. K. I. R. har till uppgift att såsom svensk medlem fortsätta och uppehålla L. K. P. R:s arbete inom den internationella rösträttsalliansen.
2. § 2. Kommittén består av högst 50 personer, valda av L. K. P. R:s Centralstyrelse vid dess sammanträde 29 mars 1921 bland de ledande krafterna inom den svenska rösträttsrörelsen. Kommittén äger vid inträffande ledighet supplera sig själv.
3. § 3. Kommittén väljer vartannat år inom sig ett V. U. bestående av tre personer boende i Stockholm eller dess närhet.
4. § 4. Kommittén väljer de representanter, som skola företräda den svenska rösträttsrörelsen vid den internationella rösträttsalliansens kongresser.
5. § 5. Kommitténs V. U. uppehåller korrespondensen med alliansen; vid viktigare beslut tillfrågas kommitténs medlemmar genom cirkulär. Om möjligt sammanträder kommittén en gång varje år alliansen har kongress.
6. § 6. Kommittén äger att, om möjligt innan alliansens nästa ordinarie sammanträde år 1924, till Svenska kvinnors medborgarförbund överlämna sitt uppdrag, därest denna organisation då är bestående och synes kommittén lämplig att inom alliansen fullfölja L. K..P. R:s uppgifter.
7. § 7. Kommitténs medlemmar betala en årsavgift av 3 kr.[1]

Föreningen representerade Sverige vid kvinnokongresser internationellt.
Föreningen upplöstes 18 juni 1930, då den överlämnade Landsföreningens arkiv och resterande penningmedel till Fredrika Bremerförbundet.